# 중국철도박물관

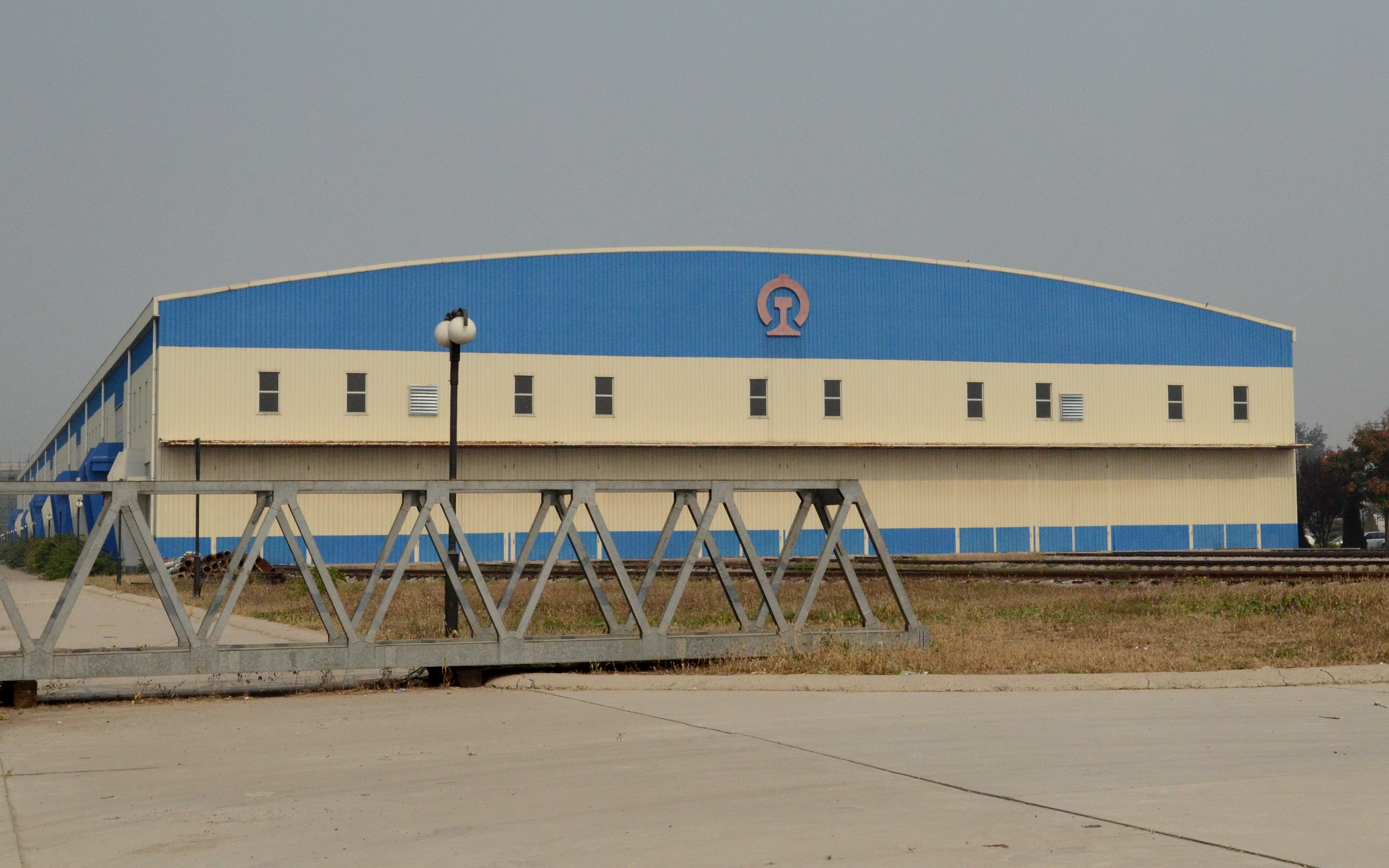
중국철도박물관 차량관

중국철도박물관(중국어: 中国铁道博物馆)은 중화인민공화국 베이징에 위치한 철도박물관이다. 천안문 광장 인근의 유물관, 조양구 주선교의 차량관, 팔달령의 첨천우 기념관으로 되어 있다.

## 연혁
- 1978년 : 철도부 과학기술관으로 개관
- 2002년 11월 : 대외 개방
- 2003년 9월 : 중국철도박물관으로 개편

## 보존 차량

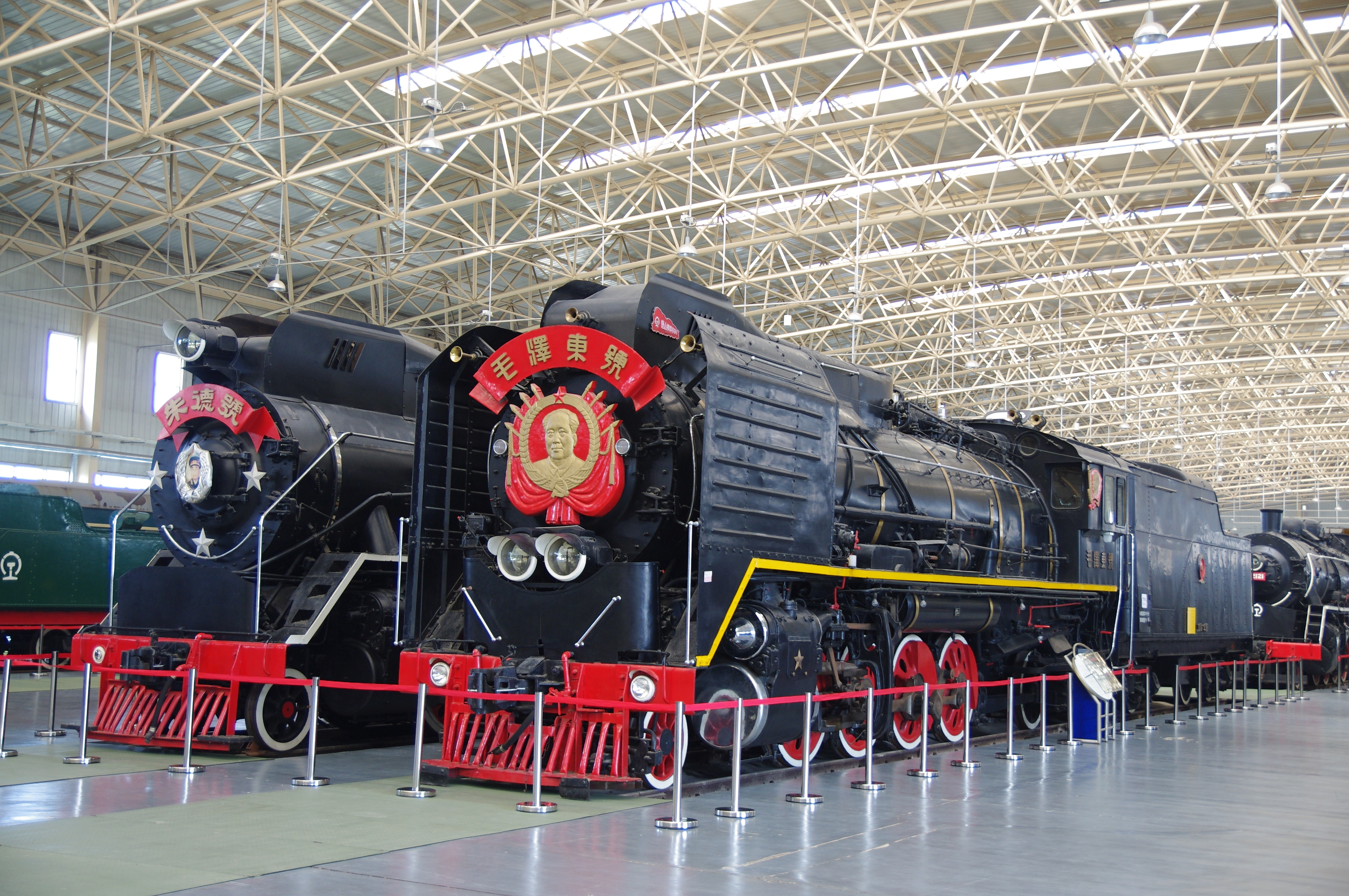
마오쩌둥호와 주더호

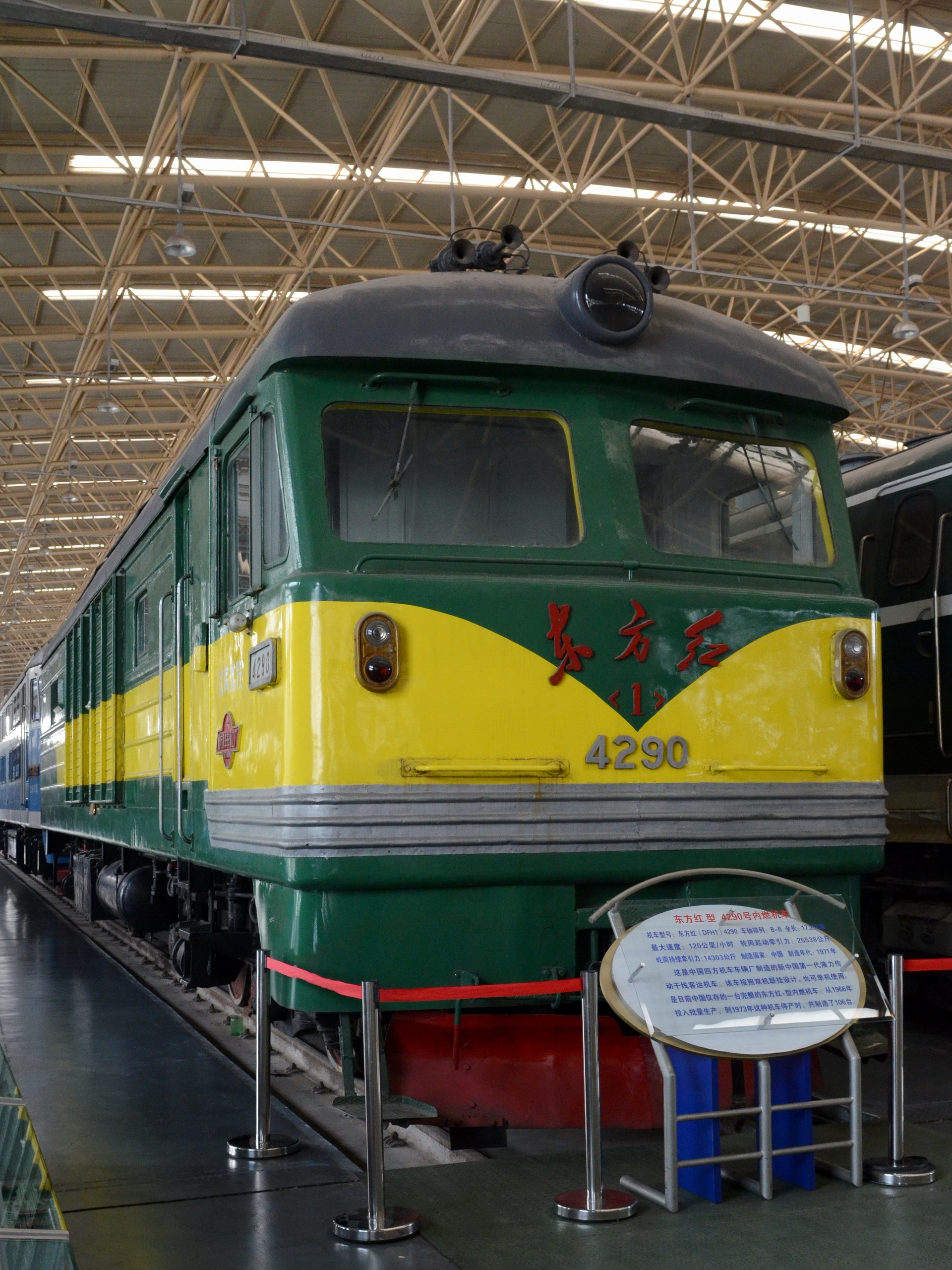
东方红1형 4290호 디젤기관차

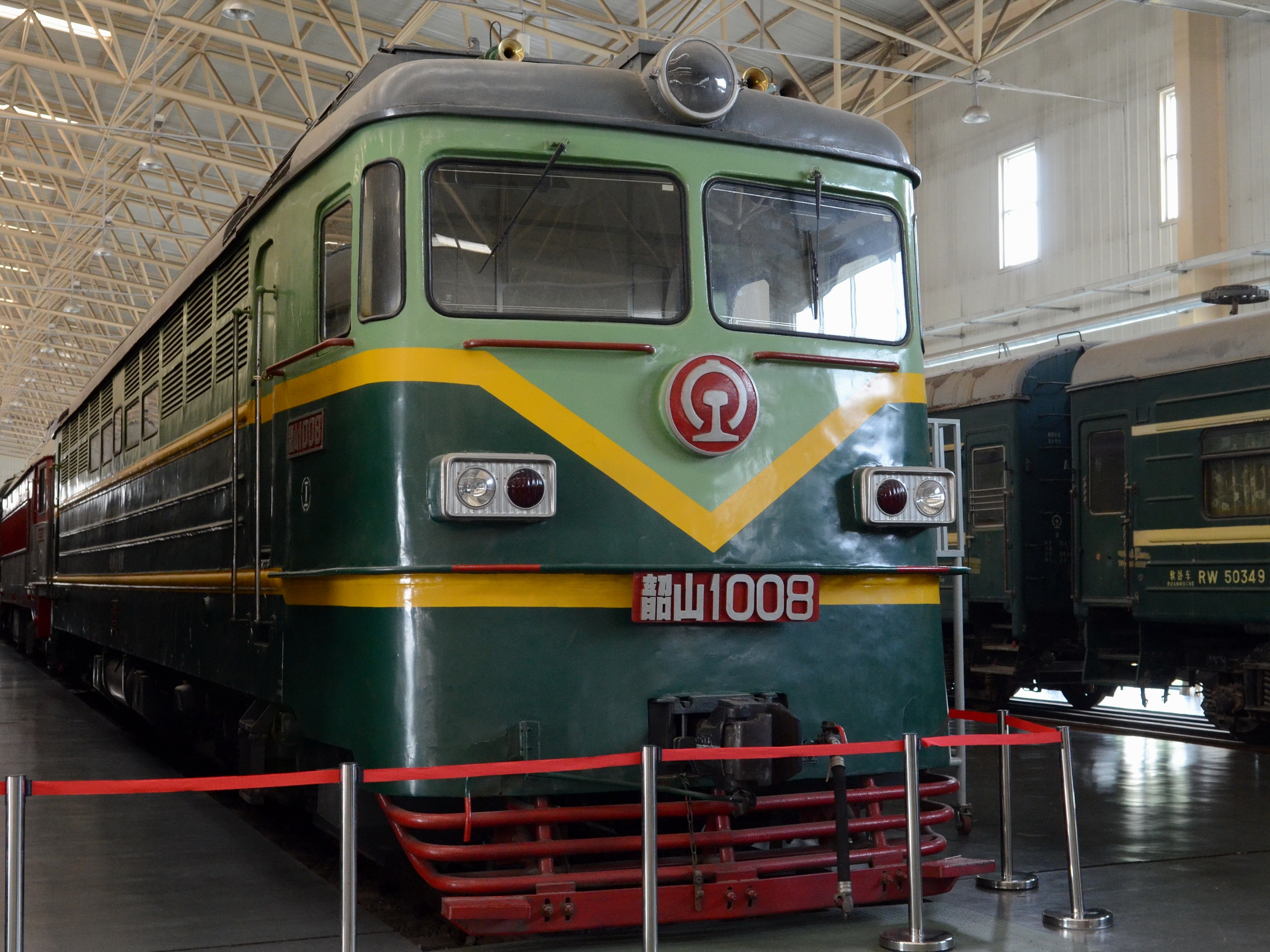
SS1형 008호 전기기관차

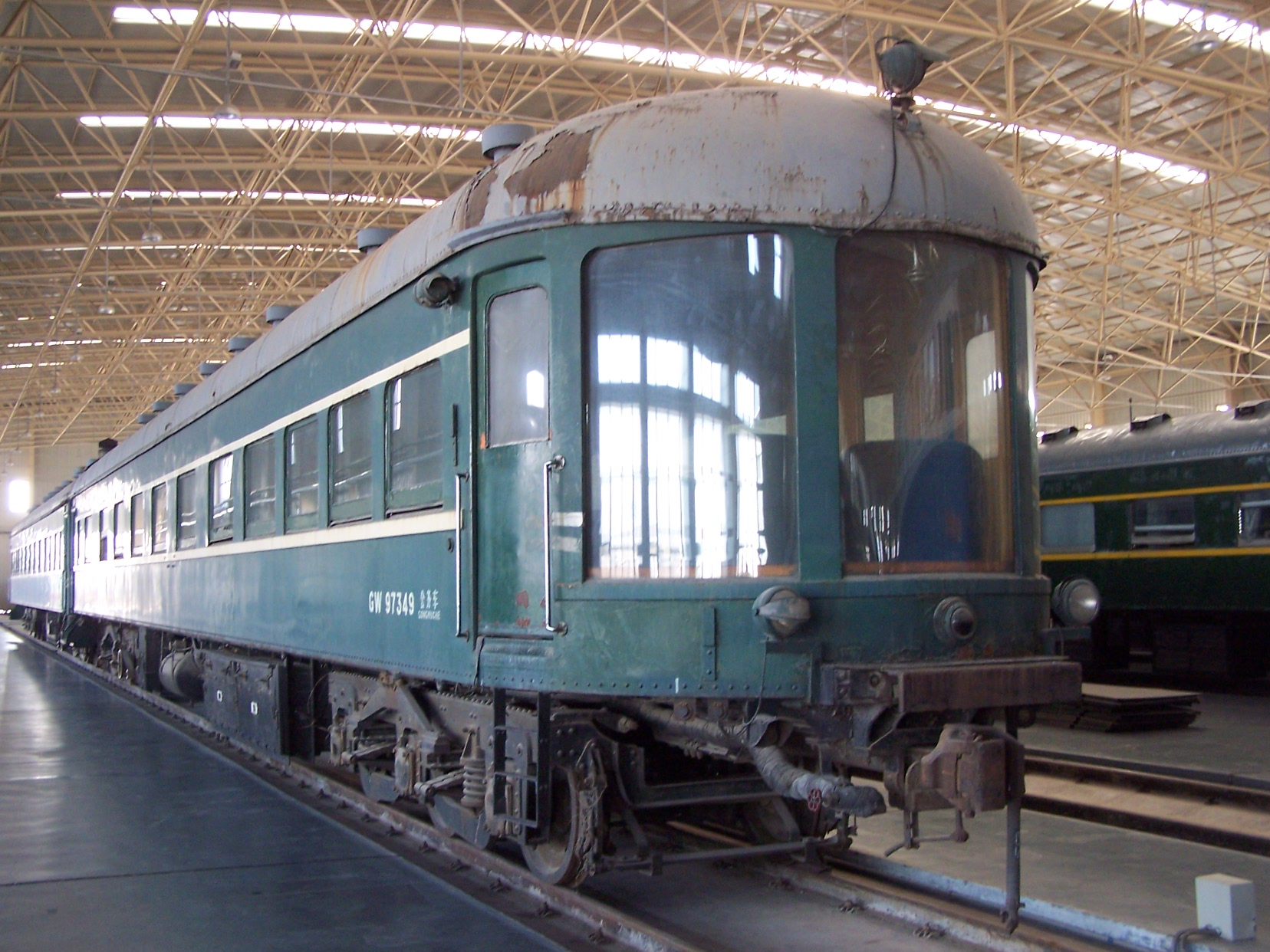
대륙호 전망차

- 0호 증기기관차 : 중국에 현존하는 가장 오래된 차량
- ФД형 1979호 증기기관차 : FD형 증기기관차로, 1931년 소련에서 제작
- GJ형 1019호 증기기관차 : 1959년 제작
- JF형 304호 증기기관차 (마오쩌뚱호) : 1941년 일본에서 제작
- JF형 1191호 증기기관차 (주더호) : 1942년 일본에서 제작
- JF형 2101호 증기기관차 (국경호) : 1950년 제작
- JF형 2121호 증기기관차 : 1952년 12월 제작
- JF형 4101호 증기기관차 : 1958년 제작
- JF6형 3022호 증기기관차 : 1933년 일본에서 제작
- JF9형 3673호 증기기관차 : 1940년 일본에서 제작-미카 3형과 동종으로 알려짐
- JF11형 3773호 증기기관차 : 1937년 미국에서 제작
- JF11형 3787호 증기기관차 : 1937년 미국에서 제작
- JF51형 738호 증기기관차 : 1926년 프랑스에서 제작
- JS형 5001호 증기기관차 : 1957년 7월 다롄 사하구 공장에서 제작
- KD5형 373호 증기기관차 : 1921년 일본에서 제작
- KD55형 579호 증기기관차 : 1921년 일본에서 제작
- KD7형 534호 증기기관차 : 1947년 미국에서 제작
- KF1형 006호 증기기관차 : 1936년 영국에서 제작
- MG형 35호 증기기관차 : 1920년 영국에서 제작
- PL3형 51호 증기기관차 : 1935년 일본에서 제작
- PL9형 146호 증기기관차 : 1922년 벨기에에서 제작
- QJ형 0001호 증기기관차 : 1956년 다롄 사하구 공장에서 제작
- QJ형 0004호 증기기관차 : 1958년 다롄 사하구 공장에서 제작
- QJ형 101호 증기기관차 : 1964년 제작
- RM형 1001호 증기기관차 : 1958년 제작
- SL형 601호 증기기관차 : 1956년 9월 제작
- SL3형 152호 증기기관차 : 1939년 일본에서 제작
- SL12형 890호 증기기관차 : 1942년 일본에서 제작
- SN형 23호 증기기관차 : 1929년 미국에서 제작
- 北京형 3003호 디젤기관차 : 1970년 제작
- 东方红1형 4290호 디젤기관차 : 1971년 제작
- 东方红2형 0008호 디젤기관차 : 1974년 제작
- 东方红3형 0009호 디젤기관차 : 1976년 제작
- 东方红5형 0001호 디젤기관차 : 1976년 제작
- 东风1형 301호 디젤기관차 : 1969년 제작
- 东风4형 0001호 디젤기관차 : 1973년 제작
- 东风4DJ형 0001호 디젤기관차 : 2000년 제작
- 东风4C형 4001호 디젤기관차 : 1985년 제작
- 东风4C형 4040호 디젤기관차 : 1991년 제작
- 东风5형 0007호 디젤기관차 : 1977년 5월 제작
- 东风7D형 0001호 디젤기관차 : 1995년 제작
- 东风7D형 3001호 디젤기관차 : 1995년 제작
- 东风7J형 0001호 디젤기관차 : 2003년 제작
- 东风8형 0001호 디젤기관차 : 1984년 제작
- ND3형 0001호 디젤기관차 : 1984년 루마니아에서 제작
- ND4형 15호 디젤기관차 : 1973년 프랑스에서 제작
- ND5형 0049호 디젤기관차 : 1984년 미국에서 제작
- ND5형 0422호 디젤기관차 : 1986년 미국에서 제작
- NY5형 0003호 디젤기관차 : 1967년 제작
- NY6형 0007호 디젤기관차 : 1972년 제작
- NY6형 0009호 디젤기관차 : 1972년 제작
- SS1형 008호 전기기관차 : 1969년 제작
- SS3형 0001호 전기기관차 : 1979년 제작
- SS5형 0001호 전기기관차 : 1990년 제작
- SS6형 0002호 전기기관차 : 1991년 제작
- 6K형 002호 전기기관차 : 1987년 제작
- 8K형 008호 전기기관차 : 1987년 제작
- 8G형 002호 전기기관차 : 1987년 제작
- DJJ2형 고속전기동차 : 2002년 제작
- 대륙호 전망차 : 1939년 도입된 후 대륙호로 운행하다가, 일제 패망 이후 중국에 잔존해 중국철도부장 전용차량으로 운행함